# Erasmus Neustetter genannt Stürmer

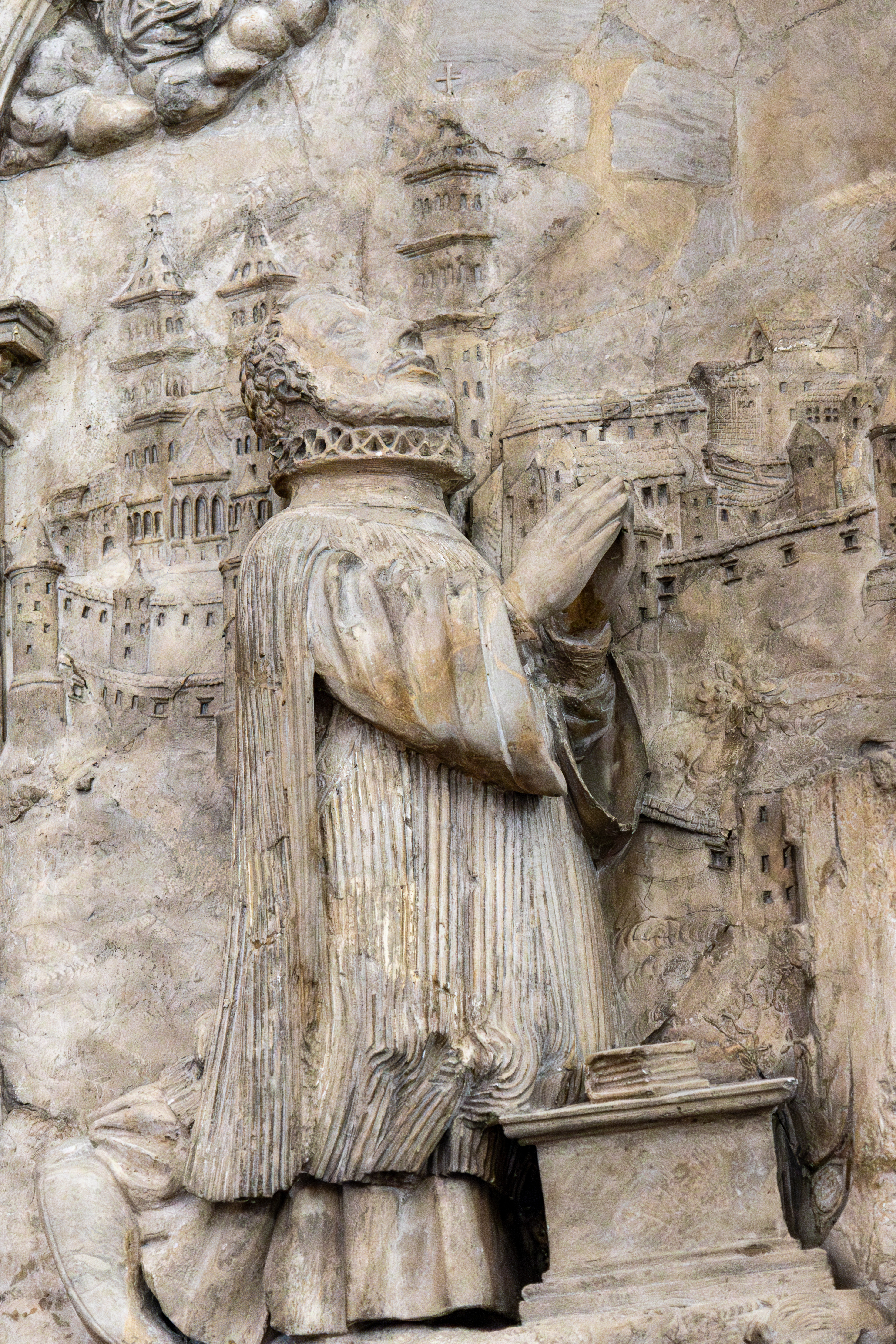
Porträt mit der Comburg, Ausschnitt aus dem Epitaph im Würzburger Dom

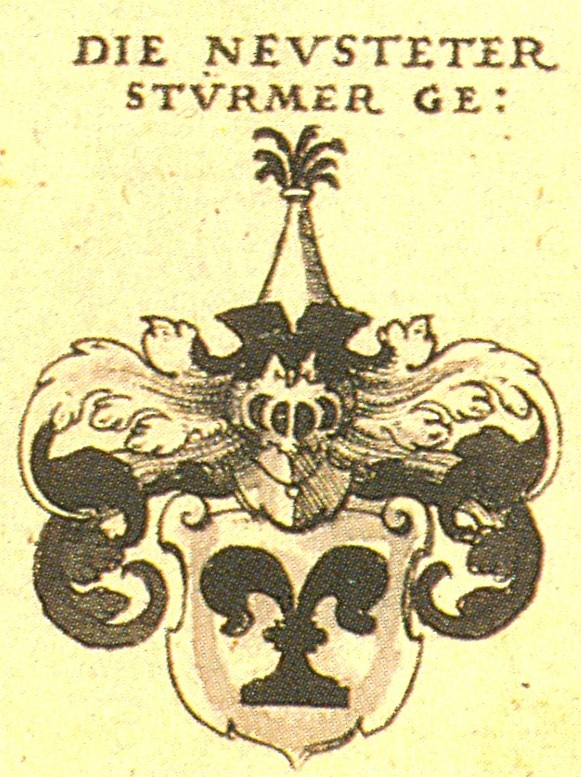
Familienwappen in Siebmachers Wappenbuch

Erasmus Neustetter genannt Stürmer, auch Neustädter, (* 7. November 1523 in Schönfeld; † 3. Dezember 1594 in Würzburg) war ein katholischer Gelehrter, Theologe, Domherr, Humanist und Mäzen.

## Herkunft
Die Familie der Neustädter genannt Stürmer gehörte der fränkischen Reichsritterschaft an. Sein Vater war Sebastian Neustetter, seine Mutter Elisabeth, eine geborene von Wolmershausen. Seine Brüder hießen Pankratz (1510–1557) und Ernst († 1565), er hatte einen Neffen namens Johann Christoph (1570–1638). Dieser war u. a. Dompropst zu Bamberg und starb 1638 als der Letzte seiner Linie. Nach der Genealogie von Johann Gottfried Biedermann saß Erasmus Neustetter genannt Stürmer zu Schönfeld, Mistelbach, Sachsendorf und Bilgendorf.

## Lebensdaten

### Studien
Erasmus Neustetter genannt Stürmer wuchs bei dem verwandten Würzburger Domherren Daniel Stiebar von Buttenheim (1503–1555) auf. Er erwarb dabei umfassende Kenntnisse in alten und neuen Sprachen. Bildungsreisen führten ihn nach Italien, Frankreich und die Niederlande. Er studierte an der Universität Leiden und später an der Universität Bologna, ohne allerdings einen akademischen Titel zu erwerben.

### Aufstieg in hohe Ämter
Im Würzburger Raum übte Erasmus verschiedene geistliche Ämter aus und wurde später auch mit anderen Aufgaben betraut. Er war unter anderem von 1559 bis 1564 Landrichter des kaiserlichen Landgerichts in Würzburg. Im Auftrag des Fürstbischofs war er Gesandter bei Verhandlungen im Zweiten Markgrafenkrieg 1553 und im Zusammenhang mit den Grumbachschen Händeln 1563. Er war an verschiedenen Reformen sowohl in geistlichen wie auch in weltlichen Einrichtungen beteiligt, dabei führte er erfolgreich finanzielle wie administrative Änderungen ein. 1567 gehörte er dem Geheimen Rat des Hochstifts Würzburg an. Mit einer in Rom eingeholten Erlaubnis von Papst Julius III. führte er Visitationen und Reformen in den Klöstern der Diözese Würzburg durch. Er wurde 1559 Propst des Stiftes Haug und 1565 des Stiftes Gangolf. Er zählte auch zu den Bamberger Domherren. In späten Jahren bekleidete Erasmus von 1589 bis 1591 das Amt des Rektors der wiedergegründeten Universität Würzburg.

### Rückzug auf die Großcomburg

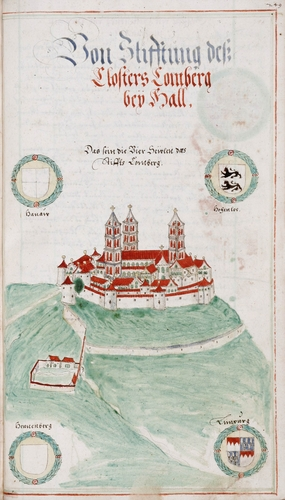
Zeitgenössische Ansicht der Comburg

Erasmus bezog zur Politik der Fürstbischöfe eine teilweise kritische Position. Seine Erziehung war von humanistischen Werten geprägt. Bezüglich der von den Bischöfen teils hartnäckig betriebenen Rekatholisierung nahm er die Haltung der Ireniker ein. Er teilte auch nicht die Ansicht, die Jesuiten zur Neubelebung des Glaubens in Würzburg anzusiedeln. Differenzen in finanziellen Fragen trugen weiterhin zu einem angespannten Verhältnis zu Fürstbischof Friedrich von Wirsberg und seinem Nachfolger Julius Echter von Mespelbrunn bei. Erasmus zog sich zunehmend aus der Tagespolitik zurück.
Bereits 1545 war Erasmus Stiftsherr des Ritterstiftes Comburg geworden. Er stieg 1551 zum Dechant auf und wurde 1583 Propst. Auf der Comburg verfolgte Erasmus das ehrgeizige Ziel, durch zahlreiche Baumaßnahmen die Burg nach den Vorstellungen des Himmlischen Jerusalems zu gestalten, der Kreuzgarten sollte ein Paradiesgarten werden. Es gelang ihm, eine bedeutende Gelehrtenbibliothek einzurichten, dazu erwarb er den Buchbestand des Oswald von Eck, dessen Überreste in der Württembergischen Landesbibliothek verwahrt werden. Er pflegte Kontakte zu Petrus Lotichius Secundus, Joachim Camerarius dem Älteren, Paul Melissus, Johannes Posthius, Franciscus Modius und Johannes Franciscus Ripensis. Als Mäzen förderte er junge Literaten und Musiker. Glaubensvorstellungen standen hinter dem schöpferischen Schaffen zurück. In seinem Testament bedachte er jeweils vier mittellose Theologiestudenten mit einem Stipendium.

### Epitaph auf der Großcomburg

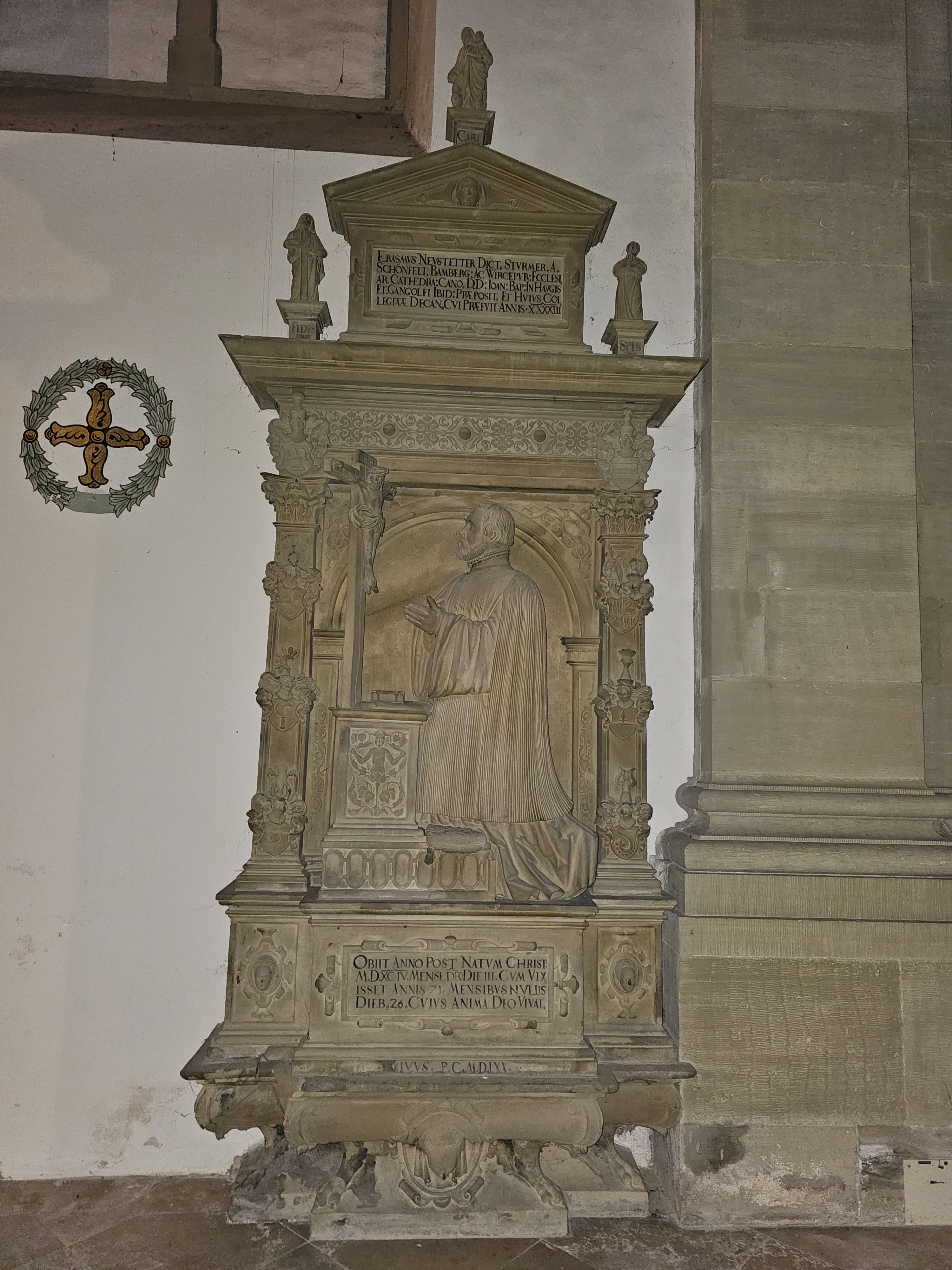
Epitaph des Erasmus Neustädter auf der Großcomburg

Auf der Großcombug, deren Propst Neustädter war, ist ein Epitaph und eine Gedenkplatte für ihn zu sehen. In der Kirche St. Nikolaus waren zur Zeit der Nutzung durch das Chorherrenstift keine Epitaphien vorhanden. Ausnahmen gab es dort nur für die Stifter. Der Stiftersarkophag (sterbliche Überreste von Gebeine von Burkhard, Wignand, Heinrich und Hertwig) stammt aus dem 12. Jahrhundert. Dieser wurde bei der barocken Renovierung der Kirche aus dem Kirchenboden in den Chorraum erhoben, um so für alle sichtbar zu sein. Dass Neustädter diese Ehre zuteilwurde, zeigt, dass er vom Stiftskapitel aufgrund seiner umfangreichen Bautätigkeit und Verdienste für die Comburg zur Kategorie der Stifter gezählt wurde. 
Auch aus der Zeit nach dem Ende des Chorherrenstiftes befinden sich in der Kirche nur sehr wenige Epitaphien. Das Epitaph der Brigitta von Berlichingen wurde nachträglich dort aufgestellt. Daneben befinden sich dort nur die Gräber zweier Dekane (Wilhelm Ulrich von Guttenberg und Phillip von Erthal) und ein Grabdenkmal der Herren von Eltershofen im Peter und Pauls Altar.
Neustädter ist auf diesem Epitaph kniend mit Blick zu einem Altar mit Kreuz dargestellt. Im oberen Teil des Epithaphs befindet sich die Inschrift:
„ERASMUS NEVSTETTER DICT, STVRMER. A. SCHÖNFELT. BAMBERG: AC WIRCEPUR: FCCLESI AR. CATHEDRA: CANO, D.D: IOAN: BAP: IN HAVGIS ET. GANGOLFI IBID: PRÆ POSIT. ET HVIVS COL LEGIATÆ DECAN, CVI PRÆFVIT ANNIS. XXXXIII“
Im unteren Teil des Epithaphs steht folgende Inschrift:
„OBIIT ANNO POST NATUM CHRIST: M.D.XC IV. MENSE. DEC: DIE III. CVM VIX ISSET ANNIS 71. MENSIBUS NVLLIS DIEB, 26 CVIVS ANIMA DEO VIVAT“.
Darunter steht mit einigem Abstand: „VIVVS. P.C. M.DLXX.“

## Namensgeber
Die 1986 erstellte Sport- und Mehrzweckhalle in Rottendorf (Kreis Würzburg) trägt den Namen Erasmus-Neustetter-Halle.

## Grabmal im Würzburger Dom

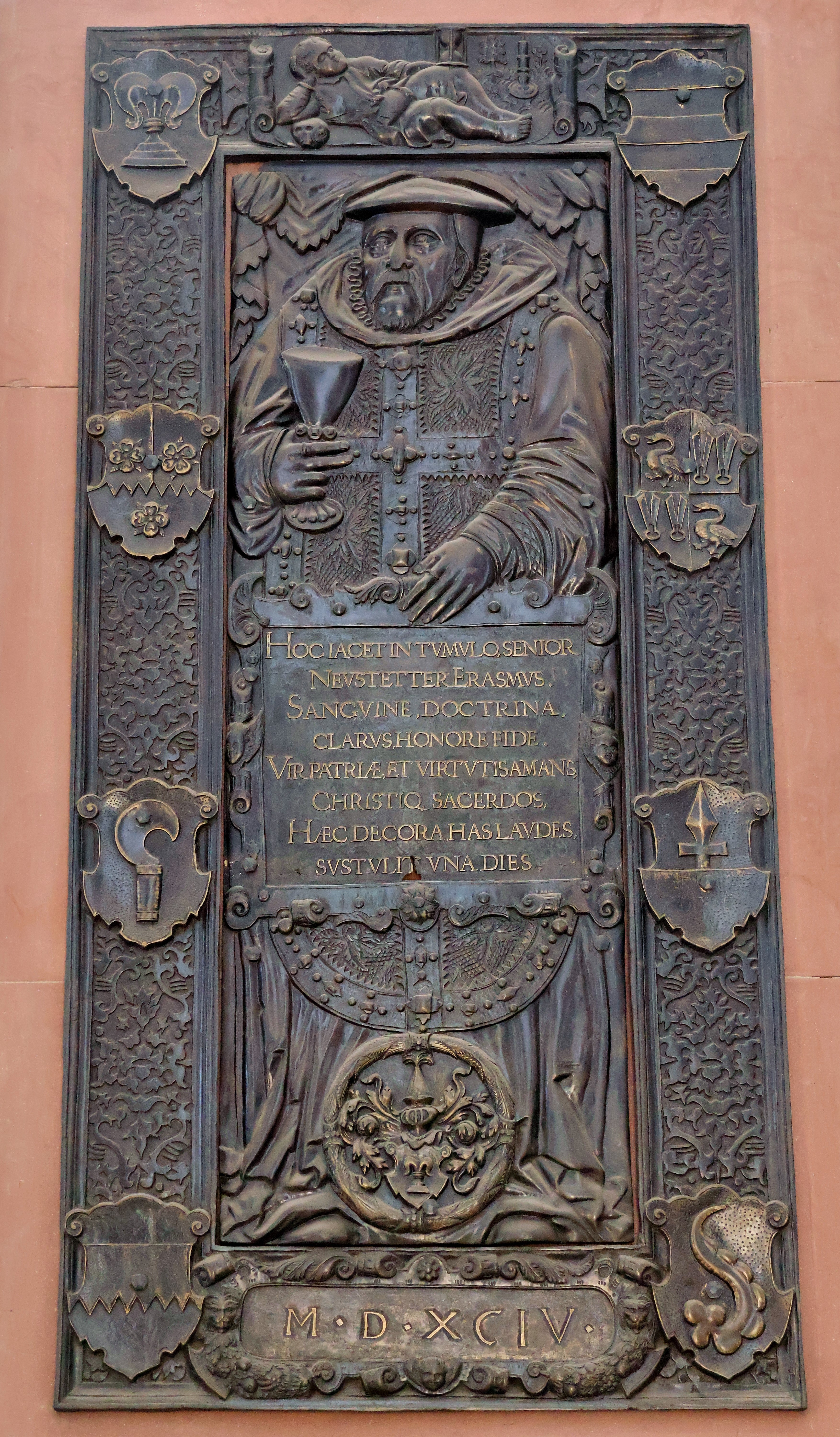
Bronzene Grabplatte im Würzburger Dom

Erasmus wurde im Würzburger Dom bestattet. Die überlieferte Leichenpredigt hielt der Jesuit Nicolaus Serarius. Im Langhaus des Domes befinden sich seine bronzene Grabplatte und sein Epitaph. Sie stammen aus der Hand des Künstlers Erhard Barg, der wahrscheinlich auch für ein weiteres Denkmal zu Ehren von Erasmus verantwortlich war. Dieses stand ursprünglich in der Bartholomäuskirche in Hollfeld und ist heute im Diözesanmuseum Bamberg ausgestellt.